# 有線衛視新知台
香港有線衛視新知台（Horizon），由香港有線娛樂有限公司制作，並在香港有線電視播放的其中一個娛樂頻道，2003年於香港啟播，為華語綜合娛樂資訊頻道，24小時播放全球娛樂新聞、綜藝、戲劇、時尚潮流、科技、生活、文化及專題節目。自製節目包括「娛樂新知」，每天由不同主播報導亞洲以至荷里活最新鮮娛樂消息、娛樂圈動態。2010年1月19日凌晨2時起，有線衛視新知台終止節目廣播，但有線方面没有说明任何原因。

## 背景
新知台由有線寬頻通訊有限公司全資附屬公司香港有線衛星電視有限公司於2001年創立，透過亞太2號R衛星傳送。2003年4月獲得國家廣播電影電視總局許可，由中国国际电视总公司境外卫星代理部接收频道信号，通过亚太6号卫星（东经134度）发射Ku波段信号；但该服务一般只提供给三星级或以上的涉外宾馆酒店、外国人居住区、领事馆及大使馆。2005年頻道透過東森衛星平台落地南、北美洲；2004年落地馬來西亞，但於翌年尾因當地平台經營商“MiTV”收縮業務而暫停播放；2006年，娛樂新聞節目《娛樂新知》開始在日本一條在Sky PerfecTV!播放的中文頻道播放。
新知台香港啟播儀式於2003年10月31日由香港有線電視主席吳天海、有線娛樂執行董事、香港有線衛星電視營運總裁總裁兼有線寬頻高級管理人員徐耀明（徐小明）及影星楊紫瓊主禮。三位主禮嘉賓拉動啟播桿後，代表新知台之衛星天線隨即開始接收訊號，並將節目於啟播現場的電視播出。
新知台終止廣播的原因估計是該頻道嚴重虧損。

## 有線電視新知台时期
香港有線電視新知台是香港有線電視其中一條以紀錄片及教育節目為主的頻道，於1994年下旬啟播，當時名為進修台，不久後即改名為新知台。啟播後，曾經於有線電視第14頻道播放。
新知台主要播放資訊及紀錄片節目，以24小時播放。曾在啟播初期（即進修台時代）以香港公開進修學院（即現在的香港都會大學）遙距課程節目作主打。
新知台已於1998年3月1日停播，距啟播不足5年。停播後所有資訊及紀錄片節目都在新聞一台（即現財經資訊台）播出。

## 《娛樂新知》主播
男主播
- 戴澴雨（Anthony）
- 薛斌（Ben）

女主播
- 吳天瑜（Debbie）
- 楊不悔（楊洋）
- 蘇丹

## 外部連結
- 香港有線電視 （页面存档备份，存于）
- 有線衛視新知台網頁 （页面存档备份，存于）（已关闭）